# João Protevo
João Protevo (em grego medieval: Ἰωάννης Πρωτεύων; romaniz.: Ioánnes Proteúon) foi um governador bizantino (estratego) do Tema do Peloponeso em c. 921/922, durante o reinado do imperador Romano I (r. 920–944) e Constantino VII (r. 913–959).

## Vida

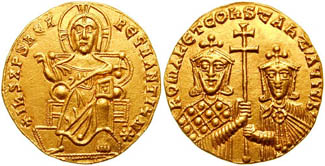
Soldo de r. e r.

O protoespatário João Protevo foi o governador militar (estratego) do Tema do Peloponeso até a primavera de 921 ou 922, quando foi substituído por Crenita Arotra. Provavelmente em 920, foi encarregado de organizar tropas para servirem contra os lombardos no sul da Itália, mas os locais resistiram as conscrições, e propuseram em vez disso fornecer 1 000 com seus equipamentos e c. 45 quilos de ouro. As tribos eslavas dos melingos e os ezeritas, contudo, recusaram-se a cumprir o prometido e rebelaram-se no começo de 921. A supressão da revolta deles foi tarefa do sucessor de Arotra, sucessor de Protevo.